# アジア・太平洋賞
アジア・太平洋賞（アジア・たいへいようしょう）は、毎日新聞社と一般社団法人アジア調査会が主催し、アジア太平洋地域に関する優れた著作に贈られる、日本の学術賞の一つである。アジア調査会（毎日新聞社が中心となって1964年に設立）の創立25周年を記念して、1989年に創設された。

## 概要
アジア・太平洋の政治、経済、外交、文化などについて優れた著書を発表した研究者や実践者に贈られる。
主催：一般社団法人アジア調査会・毎日新聞社
協賛：SOMPOケア・久永アンドカンパニー・渋沢栄一記念財団・カルチュア・コンビニエンス・クラブ・三輝工業。※第36回時点
助成：一般財団法人MRAハウス。
後援：外務省・文部科学省

## 歴代の大賞・特別賞受賞者
肩書は受賞当時の在職

### 第1回（1989年）
- 大賞

ピーター・ドライスデール（オーストラリア国立大学教授） International Economic Pluralism: Economic Policy in East Asia and the Pacific(Allen & Unwin, 1988).
- 特別賞

小島朋之（京都産業大学教授）『変わりゆく中国の政治社会――転換期の矛盾と摩擦』（芦書房、1988年）
天児慧（琉球大学助教授）『中国改革最前線――鄧小平政治のゆくえ 』（岩波新書、1988年）
荒野泰典（立教大学文学部教授）『近世日本と東アジア』（東京大学出版会、1988年）
加納啓良（東京大学東洋文化研究所助教授）『インドネシア農村経済論』（勁草書房、1988年）
滝沢秀樹（甲南大学経済学部教授）『韓国社会の転換――変革期の民衆世界』（御茶の水書房、1988年）

### 第2回（1990年）
- 大賞

渡辺利夫（東京工業大学教授）『西太平洋の時代――アジア新産業国家の政治経済学』（文藝春秋、1989年）
- 特別賞

前田成文（京都大学東南アジア研究センター教授）『東南アジアの組織原理』（勁草書房、1989年）
松本英紀（立命館大学文学部教授）『宋教仁の日記』（訳註、同朋舎出版、1989年）
大塚和夫（国立民族学博物館研究部助教授）『異文化としてのイスラーム――社会人類学的視点から』（同文館出版、1989年）
赤木攻（大阪外国語大学教授）『タイの政治文化――剛と柔』（勁草書房、1989年）
井上勇一（外務省外交史料館事務官）『東アジア鉄道国際関係史――日英同盟の成立および変質過程の研究』（慶應通信、1989年）
油井大三郎（一橋大学社会学部教授）『未完の占領改革――アメリカ知識人と捨てられた日本民主化構想』（東京大学出版会、1989年）

### 第3回（1991年）
- 大賞

濱下武志（東京大学東洋文化研究所教授）『近代中国の国際的契機――朝貢貿易システムと近代アジア』（東京大学出版会、1990年）
- 特別賞

立川武蔵（名古屋大学文学部教授）『女神たちのインド』（せりか書房、1990年）
星野龍夫（タイ民俗研究家）『濁流と満月――タイ民族史への招待』（弘文堂、1990年）
何博伝（中国・中山大学副教授）『中国、未来への選択――かくも多き難題の山』（日本放送出版協会、1990年）
松原正毅（国立民族学博物館助教授）『遊牧民の肖像』（角川選書、1990年）
劉香織（東京大学大学院博士課程）『断髪――近代東アジアの文化衝突』（朝日新聞社〈朝日選書〉、1990年）
- 特別奨励賞

トラン・ゴク・ラン（聖路加国際病院小児科研修医）『ベトナム難民少女の10年』（吹浦忠正構成、中央公論社、1990年）

### 第4回（1992年）
- 大賞

厳安生（北京外国語学院日本語部長）『日本留学精神史――近代中国知識人の軌跡』（岩波書店、1991年）
- 特別賞

朱建栄（東洋女子短期大学助教授）『毛沢東の朝鮮戦争――中国が鴨緑江を渡るまで』（岩波書店、1991年）
趙甲済（朝鮮日報社『月刊朝鮮』部長）『朴正熙――韓国近代革命家の実像』（亜紀書房、1991年）
竹田いさみ（獨協大学外国語学部助教授）『移民・難民・援助の政治学――オーストラリアと国際社会』（勁草書房、1991年）
パスク･ポンパイチット（タイ国チュラーロンコーン大学助教授）『日本のアセアン投資 その新しい潮流――要因と展望』（松本保美訳、文眞堂、1991年）
- 特別奨励賞

矢野暢（京都大学東南アジア研究センター所長）『講座 東南アジア学（全11巻）』（企画・編集代表、弘文堂、1990-1992年）

### 第5回（1993年）
- 大賞

蘇暁康・羅時叙・陳政（ルポルタージュ作家）『廬山会議――中国の運命を定めた日』（毎日新聞社、1992年）
- 特別賞

ジョシュア･A･フォーゲル（カリフォルニア大学サンタバーバラ校教授）『中江丑吉と中国―― 一ヒューマニストの生と学問』（岩波書店、1992年）
トラン・ヴァン・トゥ （桜美林大学教授）『産業発展と多国籍企業――アジア太平洋ダイナミズムの実証研究』（東洋経済新報社、1992年）
鐸木昌之（駐中国日本大使館専門調査員）『北朝鮮――社会主義と伝統の共鳴』（東京大学出版会、1992年）

### 第6回（1994年）
- 大賞

毛里和子（横浜市立大学教授）『現代中国政治』（名古屋大学出版会、1993年）
- 特別賞

秦辰也（曹洞宗国際ボランティア会バンコク･アジア地域事務所長）『バンコクの熱い季節』（岩波書店、1993年）
中嶋弓子（テレビプロデューサー）『ハワイ・さまよえる楽園――民族と国家の衝突』（東京書籍、1993年）
佐藤真知子（主婦）『新・海外定住時代――オーストラリアの日本人』（新潮社、1993年）

### 第7回（1995年）
- 大賞

松本健一（麗澤大学教授）『近代アジア精神史の試み』（中央公論社〈中公叢書〉、1994年）
- 特別賞

ウィリアム・オーバーホルト（在香港企業アナリスト）『中国・次の超大国――アジア型戦略の台頭』（サイマル出版会、1994年）
坪井善明（北海道大学法学部教授）『ヴェトナム――「豊かさ」への夜明け』（岩波新書、1994年）
上村幸治（毎日新聞社北京支局長）『台湾――アジアの夢の物語』（新潮社、1994年）

### 第8回（1996年）
- 大賞

船橋洋一（朝日新聞社アメリカ総局長）『アジア太平洋フュージョン――APECと日本』（中央公論社、1995年）
- 特別賞

後藤乾一（早稲田大学社会科学研究所所長）『近代日本と東南アジア――南進の「衝撃」と「遺産」』（岩波書店、1995年）
川勝平太（早稲田大学政治経済学部教授）『富国有徳論』（紀伊國屋書店、1995年）
関志雄（野村総合研究所政策研究センター主任研究員）『円圏の経済学――アジアにおける通貨統合の展望』（日本経済新聞社、1995年）　　

### 第9回（1997年）
- 大賞

ケント・カルダー（駐日アメリカ合衆国大使特別補佐官）『アジア危機の構図――エネルギー・安全保障問題の死角』（日本経済新聞社、1996年）
- 特別賞

国分良成（慶應義塾大学法学部教授）『アジア時代の検証 中国の視点から』（朝日新聞社〈朝日選書〉、1996年）
大野健一（埼玉大学大学院政策科学研究科教授）『市場移行戦略――新経済体制の創造と日本の知的支援』（有斐閣、1996年）
三留理男（報道写真家・毎日新聞社特別嘱託）『辺境の民――アジアの近代化と少数民族』（弘文堂、1996年）

### 第10回（1998年）
- 大賞

ドン・オーバードーファー（ジョンズ・ホプキンズ大学高等国際問題研究大学院客員研究員）『二つのコリア――国際政治の中の朝鮮半島』（共同通信社、1998年）
- 特別賞

嘉数啓（沖縄振興開発金融公庫副理事長）／吉田恒昭（東京大学教授）『アジア型開発の課題と展望――アジア開発銀行30年の経験と教訓』（共編、名古屋大学出版会、1997年）
岩崎育夫（アジア経済研究所主任研究員）『華人資本の政治経済学――土着化とボーダレスの間で』（東洋経済新報社、1997年）
加藤敏春（通商産業省生活産業局サービス産業課長）／さくら総合研究所環太平洋研究センター『アジアネットワーク――情報社会における日本の戦略』（共編、日本経済評論社、1997年）

### 第11回（1999年）
- 大賞

中兼和津次（東京大学大学院経済学研究科教授）『中国経済発展論』（有斐閣、1999年）
- 特別賞

野村進（ノンフィクションライター）『アジア 新しい物語』（文藝春秋、1999年）
石郷岡建（毎日新聞社モスクワ支局長）『ソ連崩壊1991』（書苑新社、1998年）
原暉之（北海道大学スラブ研究センター教授）『ウラジオストク物語――ロシアとアジアが交わる街』（三省堂、1998年）

### 第12回（2000年）
- 大賞

ジェームズ・マン（米ロサンゼルス・タイムズ紙外交担当記者兼コラムニスト）『米中奔流』（鈴木主税訳、共同通信社、1999年）
- 特別賞

中村哲（ペシャワール会医療サービス院長）『医は国境を越えて』（石風社、1999年）
秋尾沙戸子（ノンフィクション作家）『運命の長女――スカルノの娘メガワティの半生』（新潮社、2000年）
小川忠（国際交流基金ニューデリー事務所長）『ヒンドゥー・ナショナリズムの台頭――軋むインド』（NTT出版、2000年）

### 第13回（2001年）
- 大賞

末廣昭（東京大学社会科学研究所教授）『キャッチアップ型工業化論――アジア経済の軌跡と展望』（名古屋大学出版会、2000年）
- 特別賞

木村幹（神戸大学大学院国際協力研究科助教授）『朝鮮／韓国ナショナリズムと「小国」意識――朝貢国から国民国家へ』（ミネルヴァ書房、2000年）
金子芳樹（獨協大学外国語学部教授）『マレーシアの政治とエスニシティ――華人政治と国民統合』（晃洋書房、2000年）
桜井啓子（学習院女子大学国際文化交流学部助教授）『現代イラン：神の国の変貌』（岩波新書、2001年）

### 第14回（2002年）
- 大賞

木村汎（拓殖大学海外事情研究所教授）『遠い隣国――ロシアと日本』（世界思想社、2002年）
- 特別賞

山室信一（京都大学人文科学研究所教授）『思想課題としてのアジア――基軸・連鎖・投企』（岩波書店、2001年）
田中恭子（南山大学総合政策学部教授）『国家と移民――東南アジア華人世界の変容』（名古屋大学出版会、2002年）
藤田雄二（東京大学大学院博士課程修了）『アジアにおける文明の対抗――攘夷論と守旧論に関する日本、朝鮮、中国の比較研究』（御茶の水書房、2001年）

### 第15回（2003年）
- 大賞

酒井啓子（アジア経済研究所地域研究センター参事）『イラクとアメリカ』（岩波新書、2002年）
- 特別賞

ロバート・D・エルドリッヂ（大阪大学大学院国際公共政策研究科助教授）『沖縄問題の起源――戦後日米関係における沖縄1945-1952』（名古屋大学出版会、2003年）
清水美和（東京新聞編集局編集委員）『中国農民の反乱――昇竜のアキレス腱』（講談社、2002年）
田代和生（慶應義塾大学文学部教授）『倭館――鎖国時代の日本人町』（文藝春秋〈文春新書〉、2002年）

### 第16回（2004年）
- 大賞

トンチャイ・ウィニッチャクン（ウィスコンシン大学教授）『地図がつくったタイ――国民国家誕生の歴史』（石井米雄訳、明石書店、2003年）
- 特別賞

樊綱（中国経済改革研究基金会国民経済研究所長）『中国未完の経済改革』（岩波書店、2003年）
小島眞（拓殖大学国際開発学部教授）『インドのソフトウェア産業――高収益復活をもたらす戦略的ITパートナー』（東洋経済新報社、2004年）
堀井聡江（東京外国語大学兼任講師）『イスラーム法通史』（編著、山川出版社、2004年）

### 第17回（2005年）
- 大賞

中島岳志（日本学術振興会特別研究員）『中村屋のボース――インド独立運動と近代日本のアジア主義』（白水社、2005年）
- 特別賞

下斗米伸夫（法政大学法学部教授）『アジア冷戦史』（中公新書、2004年）
高安健一（日本総合研究所調査部上席主任研究員）『アジア金融再生――危機克服の戦略と政策』（勁草書房、2005年）
高木徹（日本放送協会報道局ディレクター）『大仏破壊――バーミアン遺跡はなぜ破壊されたか』（文藝春秋、2005年）

### 第18回（2006年）
- 大賞

エマ・ラーキン（ジャーナリスト）『ミャンマーという国への旅』（大石健太郎訳、晶文社、2005年）
- 特別賞

羽田正（東京大学東洋文化研究所教授）『イスラーム世界の創造』（東京大学出版会、2005年）
王曙光（拓殖大学国際開発学部教授）『栄家の血脈――激動の大陸を疾走する赤い資本家の誓い』（東洋経済新報社、2006年）
杉本信行（元日本国際問題研究所主任研究員）『大地の咆哮――元上海総領事が見た中国』（PHP研究所、2006年）

### 第19回（2007年）
- 大賞

高文謙（元中国共産党周恩来生涯研究小組組長）『周恩来秘録――党機密文書は語る（上・下）』（文藝春秋、2007年）
- 特別賞

ブラッドレー･マーティン（ブルームバーグ・ニュース東京駐在特派員）『北朝鮮｢偉大な愛」の幻』（朝倉和子訳、青灯社、2007年）
佐藤幸人（アジア経済研究所主任研究員）『台湾ハイテク産業の生成と発展』（岩波書店、2007年）
玄大松（東京大学東洋文化研究所助教授）『領土ナショナリズムの誕生――「独島/竹島問題」の政治学』（ミネルヴァ書房、2006年）

### 第20回（2008年）
- 大賞

若林正丈（東京大学大学院総合文化研究科教授）『台湾の政治――中華民国台湾化の戦後史』（東京大学出版会、2008年）
- 特別賞

田中修（財務省財務総合政策研究所研究部長）『検証 現代中国の経済政策決定――近づく改革開放路線の臨界点』（日本経済新聞出版社、2007年）
水谷尚子（中央大学非常勤講師）『中国を追われたウイグル人―― 亡命者が語る政治弾圧』（文春新書、2007年）
園田茂人（早稲田大学大学院アジア太平洋研究科教授）『不平等国家中国――自己否定した社会主義のゆくえ』（中公新書、2008年）

### 第21回（2009年）
- 大賞[4]

ワシーリー・モロジャコフ（拓殖大学日本文化研究所客員教授）『後藤新平と日露関係史』（木村汎訳、藤原書店、2009年）
ロー・ダニエル（韓国『月刊中央』客員編集委員）『竹島密約』（草思社、2008年）
- 特別賞

朴羊信（パク・ヤンシン）（韓国・翰林大学校翰林科学院研究教授）『陸羯南：政治認識と対外論』（岩波書店、2008年）
廣瀬陽子（静岡県立大学国際関係学部准教授）『コーカサス 国際関係の十字路』（集英社〈集英社新書〉、2008年）

### 第22回（2010年）
- 大賞

野間秀樹（前東京外国語大学大学院教授）『ハングルの誕生――音（おん）から文字を創る』（平凡社新書、2010年）
- 特別賞

山田勝芳（東北大学名誉教授）『溥儀の忠臣・工藤忠――忘れられた日本人の満洲国』（朝日新聞出版〈朝日選書〉、2010年）
城山英巳（時事通信社記者）『中国共産党「天皇工作」秘録』（文春新書、2009年）

### 第23回（2011年）
- 大賞

リチャード・マグレガー（フィナンシャル・タイムズ記者）『中国共産党　支配者たちの秘密の世界』（小谷まさ代訳、草思社、2011年）
- 特別賞

臼杵陽（日本女子大学文学部史学科教授）『大川周明：イスラームと天皇のはざまで』（青土社、2010年）
服部龍二（中央大学総合政策学部教授）『日中国交正常化：田中角栄、大平正芳、官僚たちの挑戦』（中公新書、2011年）

### 第24回（2012年）
- 大賞

佐藤百合（ジェトロアジア経済研究所地域研究センター長）『経済大国インドネシア』（中公新書、2011年）
- 特別賞

中溝和弥（京都大学大学院客員准教授）『インド 暴力と民主主義：一党優位支配の崩壊とアイデンティティの政治』（東京大学出版会、2012年）
茅原郁生（拓殖大学名誉教授）『中国軍事大国の原点：鄧小平軍事改革の研究』（蒼蒼社、2012年）
川端基夫（関西学院大学教授）『アジア市場を拓く：小売国際化の100年と市場グローバル化』（新評論、2012年）

### 第25回（2013年）
- 大賞

王輝（前天津社会科学院院長）『文化大革命の真実　天津大動乱』（ミネルヴァ書房、2013年）
- 特別賞

永井均（広島市立大学広島平和研究所准教授）『フィリピンBC級戦犯裁判』（講談社〈選書メチエ〉、2013年）
福田円（法政大学法学部准教授）『中国外交と台湾――「一つの中国」原則の起源』（慶應義塾大学出版会、2013年）

### 第26回（2014年）
- 大賞

葛兆光（復旦大学研究院院長）『中国再考：その領域・民族・文化』（辻康吾監修・永田小絵訳、岩波現代文庫、2014年）※文庫オリジナル
- 特別賞

タンミンウー（ヤンゴン・ヘリテージ・トラスト会長）『ビルマ・ハイウェイ：中国とインドをつなぐ十字路』（秋元由紀訳、白水社、2013年）
古賀勝次郎（早稲田大学社会科学総合学術院教授）『鑑の近代：「法の支配」をめぐる日本と中国』（春秋社、2014年）

### 第27回（2015年）
- 大賞

奈良岡聰智（京都大学大学院法学研究科教授）『対華二十一ヵ条要求とは何だったのか　第一次世界大戦と日中対立の原点』（名古屋大学出版会、2015年）
- 特別賞

林載桓（青山学院大学国際政治経済学部准教授）『人民解放軍と中国政治　文化大革命から鄧小平へ』（名古屋大学出版会、2014年）
朴裕河（世宗大学校日本文学科教授）『帝国の慰安婦：植民地支配と記憶の闘い』（朝日新聞出版、2014年）
澤田克己（毎日新聞外信部副部長兼論説委員）『韓国「反日」の真相』（文春新書、2015年）

### 第28回（2016年）
- 大賞

該当作なし
- 特別賞

上村泰裕（名古屋大学大学院環境学研究科准教授)『福祉のアジア　国際比較から政策構想へ』（名古屋大学出版会、2015年）
鈴木真弥（人間文化研究機構総合人間文化研究推進センター研究員）『現代インドのカーストと不可触民　都市下層民のエスノグラフィー』 （慶應義塾大学出版会、2015年）
堀田江理（元オックスフォード大学リサーチ・フェロー）『1941 決意なき開戦：現代日本の起源』（人文書院、2016年）
加藤弘之（神戸大学大学院経済学研究科教授）『中国経済学入門―「曖昧な制度」はいかに機能しているか―』（名古屋大学出版会、2016年）

### 第29回（2017年）
- 大賞

沈志華（華東師範大学周辺国家研究院院長）『最後の「天朝」：毛沢東・金日成時代の中国と北朝鮮（上・下）』（朱建栄訳、岩波書店、2016年）
- 特別賞

富田武（成蹊大学名誉教授）『シベリア抑留：スターリン独裁下、「収容所群島」の実像』（中公新書、2016年）
戸部良一（帝京大学教授）『自壊の病理：日本陸軍の組織分析』（日本経済新聞出版社、2017年）
岡本隆司（京都府立大学教授）『中国の誕生：東アジアの近代外交と国家形成』（名古屋大学出版会、2017年）

### 第30回（2018年）
- 大賞

該当作なし
- 特別賞

金恩貞（大阪市立大学法学研究科客員研究員)『日韓国交正常化交渉の政治史』（千倉書房）
阿南友亮（東北大学法学部教授）『中国はなぜ軍拡を続けるのか』 （新潮社〈新潮選書〉）
吉田裕（一橋大学大学院社会学研究科特任教授）『日本軍兵士――アジア・太平洋戦争の現実』（中公新書）

### 第31回（2019年）
- 大賞

小此木政夫（慶應義塾大学名誉教授)『朝鮮分断の起源　独立と統一の相克』（慶應義塾大学法学研究会）
- 特別賞

清水麗（麗澤大学外国語学部教授)『台湾外交の形成　日華断交と中華民国からの転換』（名古屋大学出版会）
高橋和宏（法政大学法学部教授）『ドル防衛と日米関係　高度成長期日本の経済外交　1959～1969年』 （千倉書房）
猪俣哲史（日本貿易振興機構・アジア経済研究所上席主任調査研究員）『グローバル・バリューチェーン　新・南北問題へのまなざし』（日本経済新聞出版社）

### 第32回（2020年）
- 大賞

田原史起（東京大学大学院総合文化研究科准教授）『草の根の中国：村落ガバナンスと資源循環』（東京大学出版会）
- 特別賞

小笠原欣幸（東京外国語大学大学院総合国際学研究院教授）『台湾総統選挙』（晃洋書房）
谷口美代子（国際協力機構国際協力専門員）『平和構築を支援する：ミンダナオ紛争と和平への道』（名古屋大学出版会）
後藤健太（関西大学経済学部教授）『アジア経済とは何か：躍進のダイナミズムと日本の活路』（中公新書）

### 第33回（2021年）
- 大賞

杉原薫（総合地球環境学研究所特任教授）『世界史のなかの東アジアの奇跡』（名古屋大学出版会）
- 特別賞

石川禎浩（京都大学人文科学研究所教授）『中国共産党、その百年』（筑摩書房〈筑摩選書〉）
中西嘉宏（京都大学東南アジア地域研究研究所准教授）『ロヒンギャ危機――「民族浄化」の真相』（中公新書）
中島楽章（九州大学大学院人文科学研究院准教授）『大航海時代の海域アジアと琉球――レキオスを求めて』（思文閣出版）

### 第34回（2022年）
- 大賞

山口信治（防衛研究所地域研究部中国研究室主任研究官）『毛沢東の強国化戦略 1949－1976』（慶應義塾大学出版会）
- 特別賞

ケネス・盛・マッケルウェイン（東京大学社会科学研究所教授）『日本国憲法の普遍と特異―その軌跡と定量的考察』（千倉書房）
岡本行夫（外交評論家）『危機の外交―岡本行夫自伝』（新潮社）※没後授与
井上正夫（松山大学経済学部教授）『東アジア 国際通貨と中世日本――宋銭と為替からみた経済史』（名古屋大学出版会）

### 第35回（2023年）
- 大賞

東島雅昌（東京大学社会科学研究所准教授）『民主主義を装う権威主義―世界化する選挙独裁とその論理』（千倉書房）
- 特別賞

シナン・レヴェント（トルコ・アンカラ大学言語歴史地理学部准教授）『石油とナショナリズム―中東資源外交と「戦後アジア主義」』（人文書院）
中屋信彦（名古屋大学大学院経済学研究科准教授）『中国国有企業の政治経済学―改革と持続』（名古屋大学出版会）
- 選考委員会特別賞

中山俊宏（慶應義塾大学総合政策学部教授）『理念の国がきしむとき―オバマ・トランプ・バイデンとアメリカ』（千倉書房）

### 第36回（2024年）
- 大賞[6]

岩谷將（北海道大大学院公共政策学連携研究部教授）『盧溝橋事件から日中戦争へ』（東京大学出版会）ISBN　978-4-13-020314-2
- 特別賞

林采成（イム・チェソン）（立教大学経済学部教授）『健康朝鮮：植民地のなかの感染症・衛生・身体』（名古屋大学出版会）ISBN　978-4-8158-1144-0
河西陽平（中曽根康弘世界平和研究所研究員）『スターリンの極東戦略1941 - 1950：インテリジェンスと安全保障認識』（慶應義塾大学出版会）ISBN 978-4-7664-2911-4